# Deutsch-Russische Auslandshandelskammer
Die Deutsch-Russische Auslandshandelskammer (russ. Российско-Германская Внешнеторговая палата / Rossijsko-Germanskaja wneschnetorgowaja palata; kurz: Kammer) in Moskau vertritt die deutsche Wirtschaft mit dem Ziel der Außenwirtschaftsförderung im Wirtschaftsverkehr zwischen Russland und Deutschland.
Die Kammer unterhält eine Filiale in St. Petersburg und hat noch drei weitere ehrenamtliche Regionalbevollmächtigte. Die Deutsch-Russische Auslandshandelskammer vertritt 935 deutsche, russische und internationale Mitgliedsunternehmen.

## Geschichte
Die Gründung der Deutsch-Russischen Auslandshandelskammer erfolgte am 5. Dezember 2007, unter Leitung von Dr. Andrea von Knoop, durch eine Umstrukturierung des Verbandes der Deutschen Wirtschaft in der Russischen Föderation, der 1995 gegründet wurde. Die Kammer verfolgt ebenso wie ihre Vorgängerorganisation das Ziel, der deutschen Wirtschaft vor Ort eine zentrale Stimme zu verleihen und die Zusammenarbeit mit den russischen Partnern in beiderseitigem Interesse zu fördern. Vorstandsvorsitzender ist seit dem 1. April 2016 Matthias Schepp.

## Organisation
Die Kammer ist eine nichtkommerzielle Interessenvertretung der deutschen Wirtschaft in Russland, die sich aus Mitgliedsbeiträgen finanziert. Ergänzt wird das Angebot durch die Dienstleistungsmarke Kammer-Services. Die Kammer informiert in mehr als 250 Veranstaltungen jährlich zu allen relevanten wirtschaftlichen und wirtschaftspolitischen Themen in Russland und in Deutschland.

## Arbeitsgruppen und Komitees
Die Deutsch-Russische Auslandshandelskammer organisiert weiterhin Arbeitsgruppen und Komitees zu verschiedenen aktuellen Interessengebieten der Mitglieder:
- Agrar- und Ernährungswirtschaft
- Buchhaltung
- Compliance
- Controlling
- Corporate Communication
- Cybersicherheit
- Digitalisierung
- Energiewirtschaft
- Finanzdienstleistungen
- Immobilien und Bauwirtschaft
- Industrieproduktion
- Marketing. Daten. Technologien
- Marketing und Vertrieb (St. Petersburg)
- Personal (HR) (Moskau und St. Petersburg)
- Pharma und Gesundheitswesen
- Rechtsfragen
- Soziale Verantwortung (CSR)
- Sport
- Steuern und Rechnungslegung
- Umwelt und Abfallwirtschaft
- Zoll-, Transport- und Logistikfragen (Moskau und St. Petersburg)

## Publikationen
Die Kammer veröffentlicht regelmäßig Publikationen zu aktuellen wirtschaftlichen Themen.
Die Kammer-Zeitschrift Impuls mit aktuellen Marktinformationen und Interviews wird von verschiedenen Newslettern ergänzt, u. a. von Morgentelegramm, welches zwei Mal pro Woche erscheint und alle aktuellen und wichtigen Meldungen des Tages enthält.

## Außenstellen

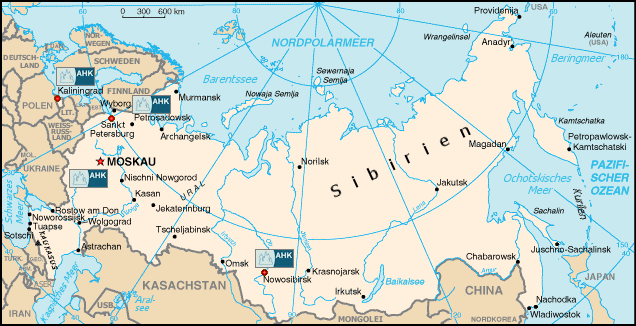
Standorte der Deutsch-Russischen Auslandshandelskammer

Die Kammer hat eine weitere Filiale in Sankt Petersburg, die die russische Nordwestregion (Sankt Petersburg, Leningrader Gebiet, Archangelsk, Murmansk, Nowgorod, Pskow, Wologda, Autonomes Gebiet der Nenzen, Karelien und Komi) betreut, sowie drei ehrenamtliche Regionalbevollmächtigte:
- im Ural (Jekaterinburg)
- in der Fernostregion (Wladiwostok)
- in Südrussland (Krasnodar)

### Sotschi Desk
Im September 2008 wurde der „Sotschi Desk“ mit Fördergeldern des Bundesministeriums für Wirtschaft und Technologie eingerichtet, der die Informationstätigkeit rund um die Olympischen Winterspiele 2014 in Sotschi intensiviert und deutsche Unternehmen mit gezielten Informationen und Kontakten zu Projekten in Sotschi und in der Region Krasnodar unterstützt hat. Er wurde von der Kammer betrieben.

## Otto-Wolff-von-Amerongen-Mittelstandspreis
Seit 2009 vergibt die Kammer zusammen mit der Otto Wolff-Stiftung den Otto-Wolff-von-Amerongen-Mittelstandspreis. Die Auszeichnung wird für herausragende Leistungen in drei Kategorien vergeben: an deutsche mittelständische Unternehmen in Russland, russische mittelständische Unternehmen in Deutschland und innovative Unternehmen in beiden Märkten. Der Preis ist die einzige Auszeichnung im deutsch-russischen wirtschaftlichen Kontext. Neben den unternehmerischen Aktivitäten würdigt er auch die Pionierleistungen auf dem jeweiligen Zielmarkt und rückt die hohe Innovationskraft der Firmen in den Fokus.